# Philip Glenister
Philip Haywood Glenister (Londres, 10 de fevereiro de 1963) é um ator inglês, mais conhecido por seus papéis em State of Play, Life on Mars e sua sequência Ashes to Ashes, e como John Anderson em Outcast.

## Filmografia

### Cinema
| Ano  | Título                             | Papel             |
| ---- | ---------------------------------- | ----------------- |
| 1995 | I.D.                               | Charlie           |
| 2003 | Calendar Girls                     | Lawrence          |
| 2005 | Kingdom of Heaven                  | Squire            |
| 2008 | Tuesday                            | Earp              |
| 2010 | You Will Meet a Tall Dark Stranger | Poker Friend      |
| 2012 | Bel Ami                            | Charles Forestier |

## Vida pessoal
Glenister é casado com a atriz Beth Goddard desde 2006. Juntos, eles têm duas filhas chamadas Millie e Charlotte.